# 渡辺潤
渡辺 潤（わたなべ じゅん、1968年12月10日 - ）は、日本の漫画家。東京都町田市出身。作品に『代紋TAKE2』がある。

## 略歴
- 1968年12月10日 - 東京都町田市に生まれる[1]。
- 1989年 - ハロルド作石のアシスタントを務めた[2]後、第103回月間新人漫画賞で入選し[2]、作品が『ヤングマガジン増刊』春の黒ブタルーキー号に掲載されてデビュー。
- 1990年2月19日 - 講談社の『週刊ヤングマガジン』同年10号より木内一雅とコンビを組んで『代紋TAKE2』の連載を開始[2]。
- 2004年8月30日 - 同日発売の2004年40号にて『代紋TAKE2』を完結。
- 2007年1月29日 - 講談社の『週刊ヤングマガジン』同年9号よりボクサーを主人公とした『RRR』の連載を開始。
- 2009年8月24日 - 同日発売の2009年39号にて『RRR』を完結。
- 2010年6月7日 - 講談社の『週刊ヤングマガジン』で三億円事件を題材とした『三億円事件奇譚 モンタージュ』の連載を開始[2]。
- 2015年2月16日 - 同日発売の2015年12号にて『三億円事件奇譚 モンタージュ』を完結。

## 作品リスト
- 『代紋TAKE2』講談社〈ヤンマガKC〉全62巻（原作：木内一雅、『週刊ヤングマガジン』1990年10号 - 2004年40号）
- 『RRR』講談社〈ヤンマガKC〉全10巻（『週刊ヤングマガジン』2007年1月29日 - 2009年8月24日）
- 『三億円事件奇譚 モンタージュ』講談社〈ヤンマガKCスペシャル〉全19巻（『週刊ヤングマガジン』2010年27号 - 2015年12号）
- 『クダンノゴトシ』講談社〈ヤンマガKC〉全6巻（『週刊ヤングマガジン』2015年37・38号 - 2017年8号）
- 『デガウザー』講談社〈ヤンマガKC〉全6巻（『コミックDAYS』2018年3月7日 - 2019年10月16日）
- 『ゴールデン・ガイ』日本文芸社〈ニチブンコミックス〉既刊12巻（『週刊漫画ゴラク』2020年5月8・15日合併号[3]〈No.2708〉 - 2021年10月22日号[4]、2022年2月18日号[5] - 2023年12月8日号[6]、2025年1月10・17日合併号[7] - 連載中）

## 関連人物
六田登
師匠。
ハロルド作石
師匠。
柴田ヨクサル
元アシスタント。
今井ユウ
元アシスタント。
東條仁
元アシスタント。
こじまなおなり
元アシスタント。
五十嵐健三
元アシスタント。